# Андрейчин, Любомир
Любомир Димитров Андрейчин (болг. Любомир Димитров Андрейчин, 4 апреля 1910, Габрово - 3 сентября 1975, София) — болгарский лингвист, публицист, профессор Софийского университета, член-корреспондент Болгарской академии наук. Один из крупнейших исследователей болгарского языка, основоположник современной болгарской описательной грамматики. Занимался главным образом вопросами болгарского литературного языка и стилистики современного болгарского языке, ревностно отстаивая использование правильных форм в письменной и разговорной речи.

## Биография
Родился 22 марта 1910 года в Габрово в семье Димитра Андрейчина (болг. Димитър Андрейчин), лесовод, и Ангелины Андрейчиной (болг. Ангелина Андрейчина). Есть сестра Марта По настоянию отца начинает обучение лесоводству, но после года занятий бросает его и записывается на славянскую филологию на историко-филологическом факультете Софийского университета, потому что родной язык для него — это «то, что всегда было по душе». Окончил факультет в 1934 году".
Специализировался на славянской филологии в Славянском институт при Ягеллонском университете в Кракове. В 1931—1936 гг. вёл там лекции по болгарскому языку. В 1936 году стал доктором философии в Ягеллонском университете.
Вернувшись в Болгарию, работал корректором и редактором.
С 1941 работал ассистентом в Софийском университете. Член БКП с 1945 года. В 1946 году стал доцентом, в 1950 — профессором современного болгарского языка на Кафедре истории болгарского языка СУ. С 1951 года — член-корреспондент Болгарской академии наук и руководителем Секции современного болгарского языка, с 1957 — директор Института болгарского языка.
Создал при БАН службу «Езикови справки», через которую лингвисты дают консультации по вопросам орфографии и орфоэпии. В течение многих лет вёл передачу «Родна реч» на Болгарском национальном радио. Был редактором журнала «Български език».
Выступал против реформы орфографии 1945 года из-за исключения из алфавита букв «ять» (ѣ) и «юс» (ѫ).

## Семья
Жена — Надежда Андрейчина.

## Награды и почетные звания
Орден Народной республики Болгария III степени

## Память
Его именем назван Институт болгарского языка имени Любомира Андрейчина при Болгарской академии наук, который выполняет регулирующие и нормативные функции.

## Избранная библиография
- Важнейшее произведение - «Основная болгарская грамматика» (София, 1942), переведено на русский, французский и другие языки;
- Соавтор учебника для вузов «Современный болгарский язык» (София, 1954) и словаря «Болгарский толковый словарь» (София, 1955).

См. библиографию по ссылке.